# Ребежа Раду Миколайович
Раду Ребежа (рум. Radu Rebeja, нар. 8 червня 1973, Кишинів) — молдовський футболіст, що грав на позиції півзахисника.
Виступав, зокрема, за клуби «Зімбру» та «Москва», а також національну збірну Молдови.

## Клубна кар'єра
У дорослому футболі дебютував 1991 року виступами за команду клубу «Зімбру», в якій провів вісім сезонів, взявши участь у 196 матчах чемпіонату. Більшість часу, проведеного у складі «Зімбру», був основним гравцем команди.
Згодом з 1999 по 2003 рік грав у складі команд клубів «Уралан» та «Сатурн» (Раменське).
Своєю грою за останню команду привернув увагу представників тренерського штабу клубу «Москва», до складу якого приєднався 2004 року. Відіграв за московську команду наступні чотири сезони своєї ігрової кар'єри. Граючи у складі ФК «Москва» також здебільшого виходив на поле в основному складі команди.
Завершив професійну ігрову кар'єру у клубі «Хімки», за команду якого виступав протягом 2008 року.

## Виступи за збірну
У 1991 році дебютував в офіційних матчах у складі національної збірної Молдови. Протягом кар'єри у національній команді, яка тривала 18 років, провів у формі головної команди країни 74 матчі, забивши 2 голи.